# 松浦佐知子
松浦 佐知子（まつうら さちこ、1957年2月24日 - ）は、日本の女優。
福岡県出身。エフ・エム・ジー所属。身長163cm、血液型はA型。

## 来歴
夢の遊眠社出身。劇団員時代は野田秀樹作・演出の舞台『走れメルス』や『半神』などに出演した。

## 人物
特技は日本舞踊（藤間流）、長唄、三味線。

## 出演

### テレビドラマ
NHK
- ぬけまいる（2018年） ‐ 女中・はま 役
- 半径5メートル（2021年） - 田山晴子 役

日本テレビ
- もみ消して冬〜わが家の問題なかったことに〜（2018年） ‐ 寺田十和子 役
- 金田一少年の事件簿 第4話「白蛇蔵殺人事件」（2022年） - 白神琴音 役[2]
- ぴーすおぶけーき 第2話（2022年） - お義母さん 役

TBS
- 花嫁人形は眠らない（1986年） - 明日子の旧友 役
- ママの色鉛筆（1988年）
- いつか誰かと（1990年）
- 番茶も出花（1997年） - 加藤初子 役
- 女子刑務所東三号棟（2003年）
- 笑顔の法則（2003年）
- 月曜ドラマスペシャル
  - 「早乙女千春の添乗報告書3」（1996年） - 小川恵美子 役
- 月曜ミステリー劇場
  - 「自治会長・糸井緋芽子社宅の事件簿2」（2002年） - 工藤沙織 役

フジテレビ
- 君が嘘をついた（1988年）
- いとしの婿どの（1989年）
- 安川刑事シリーズ（1991年）
- 離婚弁護士（2004年） - 園田千枝子 役
- フリーター、家を買う。（2010年） - 豊川洋子 役
- 世にも奇妙な物語
  - 「自販機男」（2007年） - 川井田聡子 役

テレビ朝日
- 相棒
  - Season5 第9話「殺人ワインセラー」（2006年） - 藤巻多津子 役
  - Season7 第10話「ノアの方舟〜聖夜の大停電は殺人招待状!」（2009年） - 笠村由紀子 役
  - Season19 第11話「オマエニツミハ」（2021年） - 鎌田美代子 役
- Answer〜警視庁検証捜査官（2012年） - 花岡芙美子 役
- 遺留捜査（2013年） - 宗方咲枝 役
- 天使と悪魔-未解決事件匿名交渉課-（2015年） - 朝田敦子 役
- 特捜9 第4シリーズ（2021年） - 成瀬聡美 役
- 土曜ワイド劇場
  - 「尼さん探偵シリーズ3」（1991年）
- 暴太郎戦隊ドンブラザーズ ドン2話（2022年） - 磯野さなえ 役
- 王様戦隊キングオージャー 第15話（2023年） - 占い師 役[3]

テレビ東京
- 孤独のグルメ Season3 第7話 （2013年8月21日） - ボラーチョお母さん 役
- しろめし修行僧（2022年） - 南房総分院の女性 役

### 映画
- 手紙（2006年） - 食堂のおばちゃん 役
- 人間失格（2010年）
- 裁判長!ここは懲役4年でどうすか（2010年） - 小川咲子 役
- ランウェイ☆ビート（2011年）
- キミとボク（2011年）
- サルベージ・マイス（2011年） - 山重 役
- 暗闇から手をのばせ（2013年） - 裕美子 役
- くじけないで（2013年）
- ぼくたちの家族（2014年）
- 夫婦フーフー日記（2015年）
- そこからの光〜未来の私から私へ〜（2020年）
- 唐人街探偵 東京MISSION（2021年） - 吉本由紀 役

### 舞台
- T.P.T「葵上/班女」（1995年9月20日 - 10月8日、ベニサン・ピット） - 看護婦 役
- 座頭市（2007年 - 2008年） - お紺 役
- 二兎社「かたりの椅子」（2010年4月2日 - 18日、世田谷パブリックシアター） - 市民 役
- HIKOBAE（2012年）
- にもめぷわ第二回公演「マグノリアの花たち」（2014年5月21日 - 28日、SPACE 雑遊） - トゥルーヴィー 役
- コムナルカ第一回公演「俳優たちの夜」（2019年1月11日 - 13日、VACANT）[4]
- 海外戯曲リーディング「間違いの年月」（2019年2月13日 - 16日、調布市せんがわ劇場）[5]

### ラジオドラマ
- 青春アドベンチャー（NHK-FM）
  - ピーチ・ガイ～ハリウッド・リメイク『桃太郎』～（2021年11月1日 - 12日）[6]
  - 『かがみ池のからくり』（2022年2月7日 - 18日）[7] - テンドウ主任 役

### CM
- NTTドコモ - ナレーション
- KDDI au 「auの庭で。塩大福」「母の日キャンペーン」篇（2008年）
- AGC旭硝子 「言えなかった男篇」（2018年）[8]